# Mount Vernon (Indiana)
Mount Vernon település az Amerikai Egyesült Államok Indiana államában, Posey megyében, melynek megyeszékhelye is. Lakosainak száma 6493 fő (2020. április 1.).

## Népesség
A település népességének változása:

| 2010 | 6 687 |
| 2020 | 6 493 |